# Lago del Tafone
Il lago del Tafone è un bacino lacustre situato tra le Colline dell'Albegna e del Fiora e la Maremma, nella parte sud-orientale del territorio comunale Manciano, a valle della Rocca di Montauto, non lontano dal confine regionale con il Lazio.

## Descrizione
Il bacino lacustre è di tipo minerario, essendosi formato a seguito delle varie fasi di lavorazione effettuate in una vicina miniera di antimonio, in passato gestita dalla Nuova Solmine, situata nella medesima località di Tafone; dal 1996 è parzialmente incluso all'interno dell'area protetta della riserva naturale Montauto.
Il lago è circondato interamente da vegetazione spontanea, gran parte della quale riconducibile alla tipica macchia mediterranea che contraddistingue anche le pendici collinari che si elevano nelle sue vicinanze. Nelle aree retrostanti crescono alcuni esemplari di cerro, roverella, pioppo e frassino, grazie all'interazione di più fattori microclimatici e fitoclimatici.
Tra la fauna, è da segnalare la presenza dell'airone cinerino, del falco pescatore, dell'albanella reale, dello sparviero e perfino di rapaci notturni come la civetta e il barbagianni.